# 东川鼠尾草
东川鼠尾草（学名：Salvia mairei）为唇形科鼠尾草属的植物，为中国的特有植物。分布在中国大陆的云南等地，生长于海拔3,500米的地区，目前已由人工引种栽培。